# Dunajská banka

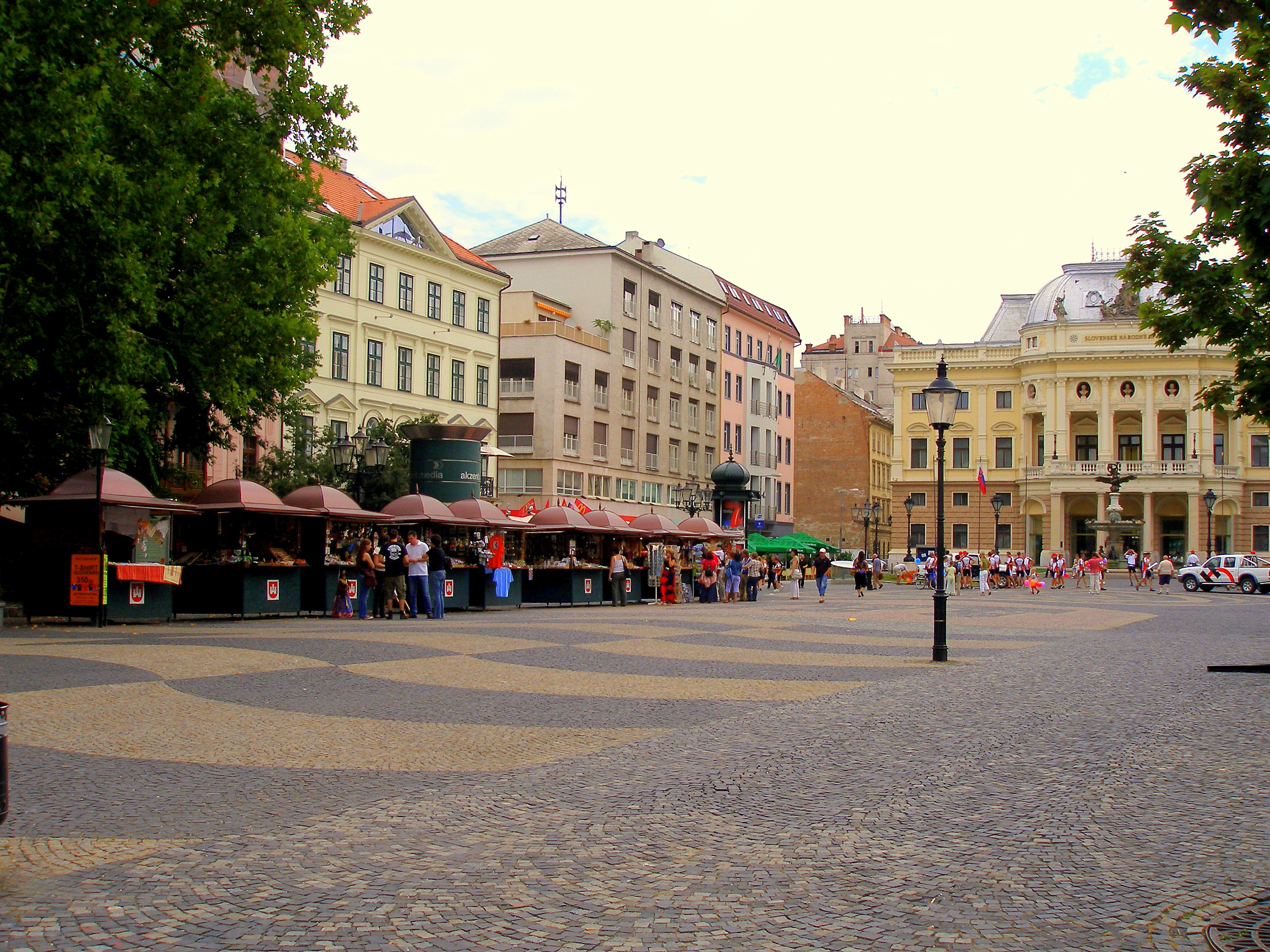
Budova Dunajské banky se nachází přibližně ve středu obrázku

Bývalá Dunajská banka vyplňuje nároží městského bloku v historickém jádru města Bratislavy. Nachází se na místě bývalé původní Rybárské brány. Její funkce se v průběhu let měnila. V současnosti tato budova slouží jako kanceláře.

## Realizace a úprava
Budovu projektoval Fridrich Weinwurm a Ignác Vécsei. Výstavba začala v roce 1937. Parter byl v roce 1993 přestavěn podle návrhu Branislava Somora. Její návrh řeší soulad nového s historickým prostředím.[zdroj?]

## Architektonická kompozice
Budova bývalé banky má téměř čtvercový půdorys. Má jedno podzemní podlaží a šest nadzemních podlaží. V přízemí já pasáž ve tvaru písmene L z níž byly přístupné obchodní provozy, mezi nimi i bratislavská prodejna Wiener Werkstätte. Podobně jako v případě staršího obchodního domu Schön, i zde Fridrich Weinwurm pracoval s širokými francouzskými okny se zábradlím z drátěného pletiva, které oběma budovám dávají věcný a průmyslový ráz. Proporce a rytmus francouzských oken naznačují klasicistní vertikální členění. 

## Použitá literatura
1. FOLTYN, L.: Slovenská architektúra a česká avantgarda 1948-1939. Bratislava: Vydavateľstvo spolku architektov na Slovensku,2000.
2. Dulla, M., Moravčíková, H.: Architektúra Slovenska v XX. storočí.Bratislava:Slovart, 2002.
3. Šlachta, E.: Fridrich Weinwurm – architekt Novej doby. Bratislava, 1993